# Bandeira de Ipueiras (Ceará)
A Bandeira de Ipueiras é um dos símbolos oficiais do município de Ipueiras, estado do Ceará, Brasil. Foi idealizada pelo prefeito Raimundo Melo Sampaio e desenhada pelo artista plástico Francisco Adriano Mendes Albuquerque. A bandeira foi instituída em consonância com o disposto no artigo 195, parágrafo único da Constituição Federal.

## Descrição
Seu desenho consiste em um retângulo de campo azul com um círculo amarelo ao centro contendo o brasão do município.

## Simbolismo
O azul simboliza a lealdade, a justiça e o zelo. O círculo representa a eternidade, pois o círculo é uma figura geométrica que não possui começo nem fim enquanto a cor amarela representa a amizade, o trabalho, a prosperidade e a pureza. O brasão do município representa o governo municipal.[carece de fontes?]